# الانتخابات الرئاسية الموريتانية 1966
نظمت الانتخابات الرئاسية في موريتانيا في 7 آب / أغسطس 1966. بعد اندماج جميع الأحزاب السياسية في البلاد في حزب الشعب الموريتاني (PPM)، وأصبحت البلاد دولة الحزب الواحد في ديسمبر 1961. وكان الرئيس حينها المختار ولد داداه، هو المرشح الوحيد، وأعيد انتخابه دون معارضة. وبلغت نسبة المشاركة 96.2٪.
وتعد هذه ثاني انتخابات رئاسية تجرى في البلاد بعد الاستقلال. وقد ضاعفت الدولة ناتجها المحلي الإجمالي بين عامي 1959 و 1966، لكن النمو القطاعي التقليدي كان ضئيلاً.  خلال عام 1966، وكان هناك تحريض واسع النطاق ضد الحكومة من قبل الأفارقة الموريتانيين ضد فرض التعليم والحالة المدنية باللغة العربية.[بحاجة لمصدر]

## خلفية
أصبحت موريتانيا تحت السيطرة المباشرة للإمبراطورية الاستعمارية الفرنسية خلال عام 1933. وبعد أن نالت الاستقلال في 28 نوفمبر 1960، أعلنت البلاد نفسها «الجمهورية الإسلامية الموريتانية» وأصبح ولد داداه أول رئيس لها. وأعلن البلاد دولة الحزب الواحد في عام 1964، وخلال عام 1965 اندمجت جميع الأحزاب مع حزب التجمع الموريتاني الحاكم لتشكيل حزب الشعب الموريتاني.
خلال الفترة من 1961 إلى 1965، واجه ولد داداه ضغوطًا على بعض المقاطعات التي ضمها المغرب المجاور تحت حكم الملك محمد الخامس وطلب الدعم من الجيران العرب.[بحاجة لمصدر] كما أقام علاقات مع الحكومة الفرنسية وسعى للحصول على المساعدة في تمركز قواتها في موريتانيا والتي استمرت حتى عام 1966. كما كانت الحكومة تواجه قضايا مختلفة في التنمية والتوجه القبلي، وخلال هذه الفترة كانت البلاد تفتقر إلى عملة نقدية خاصة بها.
في عام 1966 كان هناك تحريض واسع النطاق ضد الحكومة من قبل الأفارقة السود ضد فرض التعليم العربي والحياة المدنية. ومع ذلك، كان ولد داداه فعالاً في السيطرة على المعارضة. ويعتبر المؤرخون أن حكمه يقترب إلى حد ما من الديكتاتورية حيث قُمعت المعارضة داخل حزب الحركة الديمقراطية وعبر موريتانيا بشكل كبير. من عام 1959 إلى عام 1966، تضاعف الناتج المحلي الإجمالي للبلاد، ولكن فقط في قطاع التعدين، تاركًا القطاعات التقليدية مثل الزراعة وصيد الأسماك دون أي نمو.

## النتائج

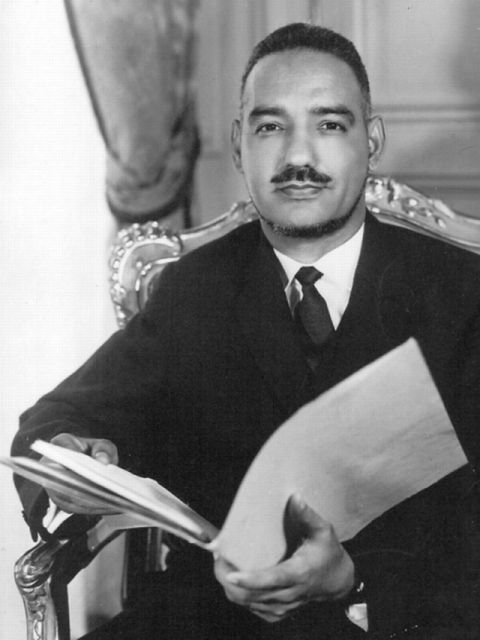
المختار ولد داده، الرئيس حينها والفائز في الانتخابات الرئاسية لعام 1966

| المرشح                          | المرشح                          | الحزب                           | الأصوات | %      |
| ------------------------------- | ------------------------------- | ------------------------------- | ------- | ------ |
|                                 | المختار ولد داداه               | حزب الشعب الموريتاني            | 471٬577 | 100.00 |
| المجموع                         | المجموع                         | المجموع                         | 471٬577 | 100.00 |
|                                 |                                 |                                 |         |        |
| الأصوات الصحيحة                 | الأصوات الصحيحة                 | الأصوات الصحيحة                 | 471٬577 | 99.77  |
| الأصوات الباطلة والفارغة        | الأصوات الباطلة والفارغة        | الأصوات الباطلة والفارغة        | 1٬080   | 0.23   |
| مجموع الأصوات                   | مجموع الأصوات                   | مجموع الأصوات                   | 472٬657 | 100.00 |
| الناخبين المسجلين ومعدل الإقبال | الناخبين المسجلين ومعدل الإقبال | الناخبين المسجلين ومعدل الإقبال | 491٬320 | 96.20  |
| المصدر: Nohlen et al.           |                                 |                                 |         |        |

| المرشح                          | المرشح                          | الحزب                           | الأصوات | %      |
| ------------------------------- | ------------------------------- | ------------------------------- | ------- | ------ |
|                                 | المختار ولد داداه               | حزب الشعب الموريتاني            | 471٬577 | 100.00 |
| المجموع                         | المجموع                         | المجموع                         | 471٬577 | 100.00 |
|                                 |                                 |                                 |         |        |
| الأصوات الصحيحة                 | الأصوات الصحيحة                 | الأصوات الصحيحة                 | 471٬577 | 99.77  |
| الأصوات الباطلة والفارغة        | الأصوات الباطلة والفارغة        | الأصوات الباطلة والفارغة        | 1٬080   | 0.23   |
| مجموع الأصوات                   | مجموع الأصوات                   | مجموع الأصوات                   | 472٬657 | 100.00 |
| الناخبين المسجلين ومعدل الإقبال | الناخبين المسجلين ومعدل الإقبال | الناخبين المسجلين ومعدل الإقبال | 491٬320 | 96.20  |
| المصدر: Nohlen et al.           |                                 |                                 |         |        |